# BH Tennis Open International Cup 1996
Il BH Tennis Open International Cup 1996 è stato un torneo di tennis facente parte della categoria ATP Challenger Series nell'ambito dell'ATP Challenger Series 1996. Il torneo si è giocato a Belo Horizonte in Brasile dal 5 all'11 agosto 1996 su campi in cemento.

## Vincitori

### Singolare
Jaime Oncins ha battuto in finale  Maurice Ruah con il punteggio di 6–4, 6–3

### Doppio
Leonardo Lavalle /  Maurice Ruah hanno battuto in finale  Luis Herrera /  Gabriel Trifu con il punteggio di 5–7, 6–4, 6–4